# Soriano
Soriano er et af de 19 departementer i Uruguay. Departementet har et areal på 9.008 kvadratkilometer og et indbyggertal (pr. 2004) på 84.563.
Soriano-departementets hovedstad er byen Mercedes.
33°31′22″S 57°45′10″V / 33.5228°S 57.7528°V